# Кукин, Василий Иванович
Василий Иванович Кукин (3 января 1916, Новая Ладога, Петроградская губерния — неизвестно) — участник Великой Отечественной войны, Герой Социалистического Труда, машинист экскаватора треста «Строймеханизация-2» Главленинградстроя.

## Биография
Василий Иванович родился 3 января 1916 года в городе Новая Ладога Новоладожского уезда Петроградской губернии в семье конторщика.
С 1931 года Кукин жил в Ленинграде. В 1932 году он окончил школу фабрично-заводского ученичества и получил специальность токаря. В том же году Василий Иванович работал на строительстве Свирских ГЭС. Вскоре он начал управлять экскаватором.
С первых дней войны В. И. Кукин стал бойцом 106-го пулемётного батальона. Ему приказали привезти свой экскаватор, чтобы строить пулемётные гнёзда и оборонительные рубежи. На протяжении всей Блокады Кукин копал противотанковые рвы, котлованы под огневые точки и устанавливал надолбы. Над ним кружили пикирующие бомбардировщики. Чтобы защитить экскаваторщика, ему приварили по бокам кабины броневые плиты. В 1946 году Кукин вступил в ВКП(б)/КПСС.
После войны Василий Иванович рыл котлованы под фундаменты новых домов за Московской заставой. Двадцать лет он работал на экскаваторе ОМ-202. Кукин первым предложил применять экскаватор на монтаже вместо крана, и это позволило повысить его производительность. Василий Иванович сконструировал одноканатный грейфер, благодаря которому можно было применить экскаватор на подсыпке песка в фундамент. Он был инициатором перевода механизмов Главленинградстроя на трёхсменную работу, а также отказался держать в кабине экскаватора машиниста и помощника.
Кукин является автором книги «Экскаватор на стройке», являющейся инструкцией по эксплуатации экскаватора.
Указом Президиума Верховного Совета СССР от 9 августа 1958 года за успехи в строительстве и промышленности строительных материалов Кукину Василию Ивановичу было присвоено звание Героя Социалистического Труда, а также вручены орден Ленина и золотая медаль «Серп и Молот».
Он поддерживал контакты со строителями ГДР и ЧССР. Как член Советского комитета защиты мира Кукин выступал с докладом в Бразилии, а также ездил с делегациями в Великобританию и Финляндию. Когда пришло время уходить на пенсию, он оставался машинистом-инструктором. Работники 13-го управления треста «Строймеханизация-1» избрали его председателем профкома.
Кукин избирался членом Ленинградского областного комитета защиты мира, президиума обкома профсоюза рабочих строительства и промышленности стройматериалов и президиума областного правления НТО строительной индустрии, а также Центрального и Ленинградского правлений Общества советско-чехословацкой дружбы.
Дата смерти Кукина Василия Ивановича не установлена.

## Награды и звания
- Звание Героя Социалистического Труда
- Орден Ленина (09.08.1958)
- Медаль «Серп и Молот»
- Медаль «За трудовую доблесть» (28.05.1960)
- Медаль «Борец за мир»
- Медаль Всемирного совета мира

- книга "Хозяин зубастой машины" (рассказ о Герое Социалистического Труда В. И. Кукине), изданная в 1974 году и в 1975 году рекомендованная в качестве литературы для внеклассного чтения младшеклассникам[3]